# Carlos Cano Cruz
Carlos Cano Cruz är en ort i Mexiko.   Den ligger i kommunen Campeche och delstaten Campeche, i den östra delen av landet, 1 000 km öster om huvudstaden Mexico City. Carlos Cano Cruz ligger 147 meter över havet och antalet invånare är 164.
Terrängen runt Carlos Cano Cruz är platt. Runt Carlos Cano Cruz är det mycket glesbefolkat, med 2 invånare per kvadratkilometer. Närmaste större samhälle är Los Laureles, 17,3 km nordväst om Carlos Cano Cruz. I omgivningarna runt Carlos Cano Cruz växer i huvudsak lövfällande lövskog.